# آرش میراحمدی
سیدآرش میراحمدی (۴ تیر ۱۳۵۰ – ۲۸ شهریور ۱۴۰۲) بازیگر اهل ایران بود. از برجسته‌ترین آثار بازیگری وی می‌توان به مجموعه‌های خنده بازار، محلهٔ گل و بلبل و بچه‌محل اشاره کرد.
میراحمدی دانش‌آموختهٔ کارشناسی هنرهای نمایشی از دانشکدهٔ هنرهای زیبای دانشگاه تهران بود. او علاوه بر بازیگری، کار نویسندگی و کارگردانی هم می‌کرد. وی فعالیت هنری را با مجموعهٔ نوروز ۷۲ با علی عمرانی و مهران مدیری آغاز کرد. میراحمدی در شهریور ۱۴۰۲ به علت سرطان لوزالمعده درگذشت.جشنوارهٔ مردمی فیلم کوتاه آرش میراحمدی به‌یاد او و به شکل سالیانه در اواخر بهمن هر سال فراخوان و اختتامیه در تیرماه برگزار می‌شود.

## زندگی
آرش میراحمدی در ۴ تیر ۱۳۵۰ در فراشبند، استان فارس زاده شد. او دانش‌آموختهٔ کارشناسی هنرهای نمایشی از دانشکدهٔ هنرهای زیبایی دانشگاه تهران بود. آرش میراحمدی در سال ۱۳۷۴ با مرجان صفابخش، طراح صحنه و لباس، ازدواج کرد و صاحب دو فرزند شد.

## بیماری و درگذشت
میراحمدی به دلیل بیماری کبدی در بیمارستان بستری و تحت مراقبت‌های ویژه قرار داشت. او تحت درمان و گذراندن مراحل شیمی‌درمانی بود که دکتر متوجه شد سطح زردی‌اش بالا است و باید با ئی‌آرسی‌پی برای دفع سموم در کیسه صفرا استنت‌گذاری شود. پس از گذراندن چند روز و بهبود وضعیت و ترخیص از بیمارستان، میراحمدی بار دیگر به بیمارستان برده شد و به کما رفت و در ۲۸ شهریور ۱۴۰۲ درگذشت. مراسم خاکسپاری او با حضور همکارانش در ۳۰ شهریور ۱۴۰۲ در قطعه هنرمندان بهشت زهرا تهران برگزار شد.

## فیلم‌شناسی
| سال       | فیلم                 | کارگردان         |
| ۱۳۷۲      | نوروز ۷۲             | داریوش کاردان    |
| ۱۳۷۵      | معجزهٔ خنده           | یدالله صمدی      |
| ۱۳۷۶      | سلام، سلام           | سیدعلی سمنانی    |
| ۱۳۷۶      | گل‌های ۷۶             | مسعود آب‌پرور     |
| ۱۳۸۰      | تارزن و تارزان       | علی عبدالعلی‌زاده |
| ۱۳۸۰      | نیمه پنهان           | تهمینه میلانی    |
| ۱۳۸۱      | زیر آسمان شهر (راوی) | مهران غفوریان    |
| ۱۳۹۰      | صداست که می‌ماند      | سعید چاری        |
| ۱۳۹۰      | خنده بازار           | شهاب عباسی       |
| ۱۳۹۲      | ستاره حیات           | جواد ارشاد       |
| ۱۳۹۳      | شکرآباد              | شهاب عباسی       |
| ۱۳۹۸–۱۳۹۴ | محلهٔ گل و بلبل       | احمد درویشعلی‌پور |
| ۱۳۹۵      | بیمار استاندارد      | سعید آقاخانی     |
| ۱۳۹۸      | ناخونک               | یزدان فتوحی      |
| ۱۳۹۹      | بچه‌محل               | احمد درویشعلی‌پور |
| ۱۴۰۰–۱۳۹۹ | کلبهٔ عمو پورنگ       | احمد درویشعلی‌پور |
| ۱۴۰۰      | دست‌انداز             | شهاب عباسی       |
| --------- | -------------------- | ---------------- |

## مسابقه تلویزیونی
| سال  | عنوان  | کارگردان    |
| ۱۴۰۰ | دورهمی | مهران مدیری |
| ---- | ------ | ----------- |